# Era del Mico
La Era del Mico fue un espacio abierto en forma de plaza del barrio de Chamberí) de Madrid, localizado entre la Glorieta de Bilbao y la de Quevedo. Mencionada aún en 1901, fue poco después urbanizada.

## Historia
Situada a las afueras del Madrid dieciochesco, como antigua era para las labores agrícolas, a partir de la segunda mitad del siglo xix comenzó a usarse en las verbenas de la época, llegando a tener tiovivos y columpios durante todo el año. Entre los visitantes más pintorescos evocaba el escritor Pío Baroja «algún ciego cantando habaneras o pregonando en público los sucesos de sociedad madrileños». Algunos autores hablan también de que en su entorno se encontraba uno de los vertedero de la Villa de Madrid.
Queda ambigua noticia de que el Monumento a Daoiz y Velarde estuvo en la Era del Mico en 1869, antes de su largo éxodo hasta que en 1932 se colocó en la plaza del Dos de Mayo).

### En la literatura
Baroja describe la Era del Mico como su campo de juegos durante sus primeros años en Madrid, antes de que su familia se trasladarse a la calle del Espíritu Santo. También lo menciona Benito Pérez Galdós en varios de sus episodios nacionales (Bodas reales, La de los tristes destinos, España trágica y Napoleón en Chamartín.